# Louzy
Louzy – miejscowość i gmina we Francji, w regionie Nowa Akwitania, w departamencie Deux-Sèvres.
Według danych na rok 1990 gminę zamieszkiwało 1098 osób, a gęstość zaludnienia wynosiła 59 osób/km² (wśród 1467 gmin regionu Poitou-Charentes Louzy plasuje się na 274. miejscu pod względem liczby ludności, natomiast pod względem powierzchni na miejscu 450.).